# Laurent Campellone
Laurent Campellone, né le 23 janvier 1972 à Ollioules, est un chef d'orchestre français. 
Spécialiste de l’opéra français, il est salué pour l’énergie et la théâtralité de ses interprétations ainsi que pour son travail de redécouverte d’opéras romantiques oubliés. Souvent comparé à Michel Plasson, il est aujourd’hui considéré comme « un des meilleurs serviteurs au monde » du répertoire français de la seconde moitié du XIXe siècle.
Il est actuellement le Directeur Général de l'Opéra de Tours. 

## Biographie

### Formation
Après des études de violon, de tuba, de percussions et de chant, en parallèle de l’obtention de diplômes de philosophie, il apprend la direction d’orchestre au Conservatoire Frédéric Chopin de Paris. En 2001, il remporte à l’unanimité le Premier Prix de la 8e édition du Concours international des jeunes chefs d’orchestre de la Communauté européenne Franco Capuana à Spoleto (Italie).

### Chef invité
Invité à diriger tant le grand répertoire romantique français que celui de l’opéra-comique par les plus grandes institutions lyriques du monde (Théâtre Bolchoï, Deutsche Oper Berlin, Opéra-Comique, Opéra royal du château de Versailles, Opéra de Monte-Carlo, etc.), Laurent Campellone se produit également en concert à la tête de très nombreux orchestres, parmi lesquels l’Orchestre de la radio de Munich, l’Orchestre Philharmonique de Radio-France, l'Orchestre de chambre de Paris, l’Orchestre National du Capitole de Toulouse, l’Orchestre National des Pays de la Loire, l'Orchestre philharmonique de Malaisie (en), l’Orchestre Philharmonique de Nice, etc. Il est aussi régulièrement l’invité de nombreux festivals, dont le Festival de musique de la Chaise-Dieu et le Festival Berlioz.
Son enregistrement Offenbach colorature a été́ récompensé par un Diapason d’or de l’année 2019, un Diamant d’Opéra Magazine, un Choc Classica et figure dans la sélection du magazine Gramophone.

### Directeur

#### Directeur musical de l’Opéra de Saint-Étienne
Nommé Directeur musical de l’Opéra et de l’Orchestre symphonique de Saint-Étienne en 2004, il y a conduit pendant plus de dix ans une politique de redécouverte du répertoire lyrique français du XIXe siècle, dirigeant à ce titre de nombreuses œuvres rares de Massenet (Sapho, Le Jongleur de Notre-Dame, Ariane, Le Mage…), de Gounod (La Reine de Saba, Polyeucte), de Lalo (Le Roi d’Ys), de Saint-Saëns (Les Barbares). Cette passion pour les raretés du répertoire romantique français n’éclipse pas, pour autant, ses lectures très remarquées et saluées par la presse internationale des partitions du grand répertoire, notamment Verdi et Puccini.

#### Directeur général de l’Opéra de Tours
Depuis septembre 2020, Laurent Campellone est le Directeur général de l’Opéra de Tours. Sa saison 2021 a été immédiatement saluée par la critique tant pour le niveau de ses intervenants, que pour son partenariat inédit avec la Comédie-Française ou encore pour la recréation mondiale scénique de La Caravane du Caire (en) de Grétry en collaboration avec l’Opéra royal du château de Versailles. En janvier 2021, Laurent Campellone est le premier directeur d'opéra à engager Glass Marcano, qui devient ainsi la première cheffe noire à diriger un orchestre professionnel en Europe. Avec son arrivée, plusieurs personnalités internationales de la musique classique font leur première apparition à Tours, notamment Michel Plasson (parrain de la saison 2022) et Roberto Alagna (parrain de la saison 2023).

### Enjeux sociaux de la culture
En janvier 2022, mobilisé par les enjeux de mixité sociale et d’accès du plus grand nombre à la musique, Laurent Campellone lance une « Chorale populaire » permettant à tous, même sans aucune formation musicale, d’accéder à la pratique du  chant choral, encadré par des professionnels. L’initiative rencontre immédiatement un grand succès populaire : de 130 participants dès février 2022, l’effectif passe à 230 choristes en septembre 2022.

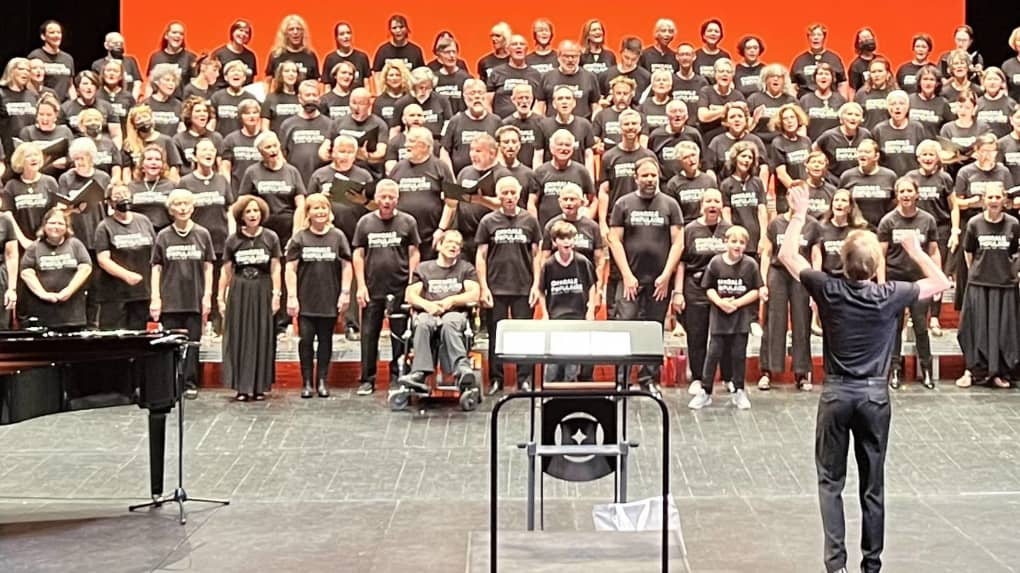
Concert de la « Chorale populaire » en juin 2022 à l’opéra de Tours.

En novembre 2022, Laurent Campellone annonce la création d'une « Maîtrise Populaire » à compter de Janvier 2023. Ce chœur d'une trentaine d'enfants, recrutés sur auditions dans une perspective d'éducation et de formation, aura pour vocation de lutter contre l'inégalité d'accès à la pratique musicale et à l'expression scénique.
En décembre 2022, Laurent Campellone annonce la mise en place d’une nouvelle initiative de solidarité inédite : un repas à un 1€ sera proposé aux étudiants munis d’un billet lors de l’entracte de chaque spectacle de l'Opéra de Tours, et ce sur simple présentation de leur carte d’étudiant. Il présente cette mesure comme une nouvelle contribution au combat pour une plus grande « justice culturelle » dans le cadre d’un « droit universel inconditionnel d’accès à la culture ».
Cette initiative est une première mondiale.
En octobre 2023, Laurent Campellone annonce la création d’un “Orchestre populaire” à compter de janvier 2024. Ayant vocation à promouvoir, favoriser et encadrer la pratique instrumentale amateur au sein de la ville, cette nouvelle formation instrumentale compte 70 musiciens non-professionnels recrutés par audition.
Le premier concert de l’“Orchestre populaire” a lieu à l’occasion de la fête de la musique de juin 2024. Au programme : l’ouverture “Roméo et Juliette” de Tchaïkovsky et la Symphonie n.9 dite “du nouveau monde” de Dvorak. La presse salue d’emblée cette nouvelle initiative de démocratisation culturelle ainsi que le niveau musical atteint lors ce premier concert.

## Discographie
Parmi les enregistrements dirigés par Laurent Campellone, trois ont été particulièrement salués par la critique :
- Massenet : Le Mage, Bru-Zane, 2013
- Saint-Saëns : Les Barbares, Bru-Zane, 2014
- Offenbach : Offenbach Colorature, Alpha-Classics, 2019
- Massenet : Ariane, Bru-Zane, 2023. Diapason d’or

## Distinctions
- Prix de la personnalité musicale de l'année du Syndicat de la critique (2014)[20]
- Officier de l'ordre des Arts et des Lettres (2020)[21]